# 1947 w literaturze
Wydarzenia literackie w 1947 roku.

## Wydarzenia
- zagraniczne
  - Związek Pisarzy Polskich na Obczyźnie postanowił nie drukować swoich utworów w Polsce
  - swoją działalność zapoczątkowała niemieckojęzyczna grupa pisarzy pod nazwą Grupa 47

## Nowe książki
- polskie
  - Jerzy Andrzejewski – Zaraz po wojnie (pierwsza wersja powieści Popiół i diament)
  - Kazimierz Gołba – Wieża spadochronowa: Harcerze śląscy we wrześniu 1939
  - Antoni Gołubiew – Bolesław Chrobry (pierwsze dwa tomy)
  - Witold Makowiecki – Przygody Meliklesa Greka
  - Andrzej Ziemięcki – Schron na Placu Zamkowym
- zagraniczne
  - Ray Bradbury – Dark Carnival
  - Italo Calvino – Ścieżka do gniazd pająka (Il sentiero dei nidi di ragno)
  - Albert Camus – Dżuma (La Peste)
  - Agatha Christie – Dwanaście prac Herkulesa (The Labours of Hercules)
  - Anne Frank – Dziennik Anny Frank (Het Achterhuis)
  - Jean Genet – Querelle z Brestu (Querelle de Brest)
  - Robert A. Heinlein – Rocket Ship Galileo
  - Astrid Lindgren – Dzieci z Bullerbyn (Alla vi barn i Bullerbyn)
  - Malcolm Lowry – Pod wulkanem (Under the Volcano)
  - Thomas Mann – Doktor Faustus (Doktor Faustus. Das Leben des deutschen Tonsetzers Adrian Leverkühn erzählt von einem Freunde.)
  - Gabriel García Márquez – Trzecia odmowa (Ojos de perro azul)
  - Alberto Moravia – Rzymianka (La Romana)
  - Vladimir Nabokov – Bend Sinister
  - George Orwell – Lear, Tolstoy and the Fool
  - John Steinbeck – The Pearl
  - Boris Vian
    - Jesień w Pekinie (L’automne à Pekin)
    - Kolor trupiej skóry (Les morts ont tous la même peau)
    - Kręciek i plankton (Vercoquin et le plancton)
    - Piana dni (L'Écume des Jours)

## Nowe dramaty
- zagraniczne
  - Arthur Miller – Wszyscy moi synowie (All My Sons)
  - Tennessee Williams – Tramwaj zwany pożądaniem (A Streetcar Named Desire)

## Nowe poezje
- polskie
  - Krzysztof Kamil Baczyński (pośmiertnie) – Śpiew z pożogi
  - Józef Łobodowski – Modlitwa na wojnę
  - Tadeusz Różewicz – Niepokój
  - Czesław Miłosz – Traktat moralny
  - Jerzy Zagórski – Śmierć Słowackiego
- zagraniczne
  - Richard Wilbur – Piękne zmiany i inne wiersze (The Beautiful Changes and Other Poems)

## Nowe prace naukowe
- zagraniczne
  - Theodor Adorno i Max Horkheimer – Dialektyka Oświecenia (Dialektik der Aufklärung. Philosophische Fragmente)
  - Cleanth Brooks – Misterna urna. Studia na temat struktury poezji (The Well Wrought Urn: Studies in the Structure of Poetry)
  - Alexandre Kojève – Wstęp do wykładów o Heglu (Introduction à la lecture de Hegel)

## Urodzili się
- 1 stycznia – Thomas Perry, amerykański pisarz i scenarzysta
- 2 stycznia – Markas Zingeris, litewski poeta, prozaik, dziennikarz, dramaturg i tłumacz (zm. 2023)
- 4 stycznia – Maryna Miklaszewska, polska dziennikarka, pisarka, tłumaczka z języka czeskiego (zm. 2022)
- 6 stycznia – Halina Balaszczuk, polska historyk i bibliotekarz (zm. 1986)
- 7 stycznia
  - Ryszard Antoniszczak, polski i szwedzki pisarz i artysta plastyk (zm. 2021)
  - Géza Cséby, węgierski poeta, prozaik, tłumacz, historyk literatury, kulturoznawca
- 10 stycznia
  - George Alec Effinger, amerykański pisarz science-fiction (zm. 2002)
  - Takashi Matsuoka, japońsko-amerykański pisarz
- 14 stycznia – Richard Laymon, amerykański pisarz horrorów (zm. 2001)
- 16 stycznia
  - Magdalen Nabb, brytyjska autorka powieści kryminalnych (zm. 2007)
  - Józef Tomasz Pokrzywniak, polski historyk literatury (zm. 2017)
- 17 stycznia – Józef Baran, polski poeta
- 21 stycznia – Marek Głogowski, polski poeta i autor utworów dla dzieci
- 22 stycznia – Vladimir Oravsky, szwedzki pisarz i reżyser
- 29 stycznia – Juan Padrón, kubański twórca komiksów (zm. 2020)
- 30 stycznia – Jerzy Plutowicz, polski poeta, eseista
- 3 lutego – Paul Auster, amerykański pisarz, scenarzysta, eseista, tłumacz (zm. 2024)
- 6 lutego – Czesław Borsowski, polski poeta
- 7 lutego – Ruth Aspöck, austriacka pisarka
- 11 lutego – Miriana Baszewa, bułgarska poetka (zm. 2020)
- 14 lutego – Majgull Axelsson, szwedzka pisarka i dziennikarka
- 15 lutego – Ádám Nádasdy, węgierski językoznawca, poeta i tłumacz
- 21 lutego – Andrzej Czechowski, polski pisarz i fizyk
- 9 marca – Keri Hulme, nowozelandzka pisarka (zm. 2021)
- 13 marca – Jacek Bierezin, polski poeta, reprezentant tzw. Nowej Fali (zm. 1993)
- 14 marca – Pam Ayres, angielska poetka
- 17 marca – James Morrow, amerykański pisarz
- 20 marca – Józef Opalski, polski literaturoznawca, publicysta, teatrolog i muzykolog
- 22 marca – James Patterson, amerykański pisarz thrillerów i kryminałów
- 23 marca – Elizabeth Ann Scarborough, amerykańska pisarka
- 27 marca – Oliver Friggieri, maltański nowelista, eseista, poeta, krytyk, tłumacz, leksykograf i profesor literatury maltańskiej (zm. 2020)
- 28 marca – Władysław Panas, teoretyk i historyk literatury (zm. 2005)
- 29 marca – Janusz Berner, polski poeta (zm. 2005)
- 30 marca – Yūko Tsushima, japońska pisarka, eseistka i krytyk (zm. 2016)
- 2 kwietnia – Tua Forsström, ińska poetka pisząca w języku szwedzkim
- 3 kwietnia – Billy Hayes, amerykański pisarz, aktor i reżyser
- 12 kwietnia – Tom Clancy, amerykański pisarz powieści sensacyjnych (zm. 2013)
- 13 kwietnia – Rae Armantrout, amerykańska poetka
- 17 kwietnia – Patrizia Cavalli, włoska poetka (zm. 2022)
- 18 kwietnia – Kathy Acker, amerykańska powieściopisarka feministyczna (zm. 1997)
- 20 kwietnia – Wiktor Suworow, rosyjski pisarz i publicysta historyczny, były oficer armii radzieckiej i radzieckiego wywiadu wojskowego GRU
- 21 kwietnia – Barbara Park, amerykańska autorka książek dla dzieci (zm. 2013)
- 28 kwietnia
  - Christian Jacq, francuski egiptolog i pisarz
  - Jarosław Warzecha, polski dziennikarz, dramaturg i prozaik
- 30 kwietnia
  - Jaume Cabré, kataloński pisarz, filolog
  - Kit Pearson, kanadyjska pisarka
- 10 maja
  - Caroline B. Cooney, amerykańska pisarka
  - Anna Sobolewska, polska eseistka, krytyczka i historyczka literatury
- 12 maja – Michael Ignatieff, kanadyjski pisarz, historyk i polityk
- 13 maja – Stephen R. Donaldson, amerykański pisarz fantasy
- 14 maja – Karin Struck, niemiecka pisarka (zm. 2006)
- 18 maja – Petruška Šustrová, czeska tłumaczka i publicystka, polityk (zm. 2023)
- 23 maja – Jane Kenyon, amerykańska poetka i tłumaczka poezji rosyjskiej (zm. 1995)
- 26 maja – Carol O’Connell, amerykańska pisarka
- 29 maja – Marek Fiedler, polski pisarz, podróżnik
- 8 czerwca
  - Jan P. Grabowski, polski poeta i prozaik
  - Sara Paretsky, amerykańska autorka powieści kryminalnych
- 12 czerwca
  - Jan Paweł Krasnodębski, polski prozaik i poeta (zm. 2023)
  - Rose Lagercrantz, szwedzka pisarka
- 18 czerwca – Carol Windley, kanadyjska pisarka
- 19 czerwca – Salman Rushdie, brytyjski pisarz i eseista pochodzenia hinduskiego
- 21 czerwca – Fernando Savater, hiszpański publicysta, pisarz, dramaturg i eseista
- 22 czerwca
  - Octavia E. Butler, amerykańska pisarka science-fiction (zm. 2006)
  - Leelo Tungal, estońska pisarka i poetka
- 27 czerwca – Krystyna Gucewicz-Przybora, polska pisarka, poetka, dziennikarka
- 28 czerwca
  - Peter Abrahams, amerykański pisarz
  - Mark Helprin, amerykański pisarz i dziennikarz
- 29 czerwca – Brian Herbert, amerykański pisarz science-fiction
- 8 lipca – Jenny Diski, angielska pisarka (zm. 2016)
- 11 lipca – Riad Ismat, syryjski pisarz (zm. 2020)
- 14 lipca – Ulla-Lena Lundberg, fińsko-szwedzka pisarka
- 15 lipca – Eiki Matayoshi, japoński pisarz
- 22 lipca – Marcin Wolski, polski pisarz
- 23 lipca – Gardner Dozois,  amerykański pisarz i wydawca literatury science fiction (zm. 2018)
- 24 lipca – Maciej Cisło, polski poeta, eseista, autor prozy sylwicznej (zm. 2023)
- 26 lipca – Jordi Sierra i Fabra, hiszpański pisarz narodowości katalońskiej
- 27 lipca – Wiesław Władyka, polski literaturoznawca, publicysta, historyk prasy
- 29 lipca – Elżbieta Śnieżkowska-Bielak, polska poetka, pisarka, autorka tekstów dla dzieci
- 31 lipca – Halina Danczowska, polska bibliotekarka i regionalistka (zm. 2020)
- 9 sierpnia – John Varley, amerykański pisarz s-f
- 10 sierpnia – Petro Murianka, łemkowski poeta
- 14 sierpnia
  - Danielle Steel, amerykańska pisarka
  - Jirō Taniguchi, japoński mangaka (zm. 2017)
- 22 sierpnia – Jerzy Jarzębski, polski krytyk i historyk literatury (zm. 2024)
- 24 sierpnia – Paulo Coelho, brazylijski pisarz i poeta
- 31 sierpnia – Guy Rewenig, luksemburski pisarz, tworzący w języku luksemburskim, niemieckim i francuskim
- 2 września – Andrzej Stoff, polski literaturoznawca, pisarz s-f
- 5 września – Peter Sichrovsky, austriacki pisarz, dziennikarz i polityk
- 7 września – Edward Dusza, polski pisarz emigracyjny, wydawca, krytyk literacki
- 9 września – Andrzej Grabowski, polski poeta, prozaik, tłumacz literatury anglosaskiej
- 18 września
  - Tanith Lee, brytyjska pisarka (zm. 2015)
  - Andrzej Sawicki, polski tłumacz (zm. 2016)
- 19 września
  - Thomas H. Cook, amerykański pisarz
  - Wiktor Jerofiejew, rosyjski pisarz i publicysta postmodernistyczny
- 20 września – Patrick Poivre d’Arvor, francuski dziennikarz i pisarz
- 21 września – Stephen King, amerykański pisarz głównie literatury grozy
- 25 września – Jehuda Lancry, izraelski literaturoznawca i polityk
- 27 września – Mari Saat, estońska pisarka
- 28 września – Wacław Oszajca, polski duchowny, dziennikarz, publicysta i poeta
- 3 października – John Perry Barlow, amerykański poeta i eseista (zm. 2018)
- 5 października – Mal Peet(inne języki), brytyjski autor i ilustrator książek (zm. 2015)
- 8 października – Adriana Bittel, rumuńska pisarka, publicystka, krytyk literacki, dziennikarka
- 9 października – Jacques Jouet, francuski pisarz i artysta
- 12 października – Morgan Sportes, francuski pisarz pochodzenia algierskiego
- 19 października – Gunnar Staalesen, norweski pisarz
- 20 października – Agi Miszol, izraelska poetka
- 21 października
  - Ai, afroamerykańska poetka i pisarka (zm. 2010)
  - Tadeusz Wyrwa-Krzyżański, polski poeta, pisarz, krytyk literacki i grafik (zm. 2019)
- 22 października
  - Tomasz Hołuj, polski poeta, malarz i muzyk
  - Waldemar Żyszkiewicz, polski poeta, dramatopisarz, dziennikarz i publicysta
- 7 listopada – Margaret Ball, amerykańska pisarka
- 12 listopada – Annika Idström, fińska pisarka, tłumacz i dramaturg (zm. 2011)
- 27 listopada – Grigorij Oster, radziecki i rosyjski pisarz, dramaturg, scenarzysta i poeta
- 28 listopada
  - Gustav Hasford, amerykański pisarz (zm. 1993)
  - Perla Suez, argentyńska pisarka
- 30 listopada
  - Sergio Badilla Castillo, chilijski poeta
  - Sława Lisiecka, polska tłumaczka literatury niemieckojęzycznej, wydawca
- 4 grudnia – Ursula Krechel, niemiecka pisarka
- 5 grudnia – Aleś Razanau, białoruski poeta (zm. 2021)
- 7 grudnia – Anne Fine, brytyjska pisarka i poetka
- 8 grudnia – Ron Hansen, amerykański pisarz i eseista
- 10 grudnia – Janusz Szuber, polski poeta, eseista, felietonista (zm. 2020)
- 16 grudnia – Trevor Żahra, maltański pisarz, poeta i ilustrator
- 18 grudnia – Leonid Józefowicz, rosyjski pisarz
- 26 grudnia – Jean Echenoz, francuski pisarz
- 27 grudnia – Mariella Mehr, szwajcarska pisarka, poetka, dziennikarka (zm. 2022)
- 28 grudnia – Don Dickinson, kanadyjski pisarz
- Ted Bell, amerykański autor powieści sensacyjnych

## Zmarli
- 3 stycznia – Ernst Hardt, niemiecki pisarz, tłumacz i inspicjent (ur. 1876)
- 19 stycznia – Manuel Machado, hiszpański poeta, przedstawiciel Generación 98 (ur. 1874)
- 24 stycznia – Felix Timmermans, flamandzki pisarz i malarz (ur. 1886)
- 5 lutego – Hans Fallada, niemiecki pisarz (ur. 1893)
- 11 lutego – E.M. Hull, brytyjska pisarka (ur. 1880)
- 13 marca – Angela Brazil, brytyjska pisarka (ur. 1868)
- 9 kwietnia – Desmond FitzGerald, irlandzki poeta i polityk (ur. 1888)
- 24 kwietnia – Willa Cather, amerykańska pisarka (ur. 1873)
- 2 maja – Petras Cvirka, litewski pisarz (ur. 1909)
- 23 maja – Charles Ferdinand Ramuz, szwajcarski pisarz i poeta (ur. 1878)
- 6 czerwca – James Evershed Agate, brytyjski powieściopisarz, dziennikarz i krytyk teatralny (ur. 1877)
- 30 lipca – Rohan Kōda, japoński pisarz, tradycjonalista, historyk i krytyk literacki (ur. 1867)
- 26 września – Hugh Lofting, brytyjski autor literatury dziecięcej (ur. 1886)
- 16 października – Balys Sruoga, litewski poeta, prozaik, dramaturg i teatrolog (ur. 1896)
- 26 października – Benedict Wallet Vilakazi, południowoafrykański poeta, pisarz i nauczyciel akademicki (ur. 1906)
- 30 października – Jurij Klen, ukraiński/niemiecki poeta, literaturoznawca, tłumacz, krytyk literacki (ur. 1891)
- 6 listopada – Kristian Elster, norweski pisarz, historyk literatury, krytyk literacki i prawnik (ur. 1881)
- 12 listopada – Emmuska Orczy, angielska pisarka pochodzenia węgierskiego (ur. 1865)
- 14 listopada – Marie Belloc Lowndes, angielska pisarka francuskiego pochodzenia (ur. 1868)
- 17 listopada – Ricarda Huch, niemiecka pisarka, historyk i filozof (ur. 1864)
- 20 listopada – Wolfgang Borchert, niemiecki pisarz (ur. 1921)
- 7 grudnia – Tristan Bernard, francuski prawnik, literat, komediopisarz (ur. 1866)
- 11 grudnia – Aleksander Stavre Drenova, albański poeta (ur. 1872)
- 13 grudnia – Nikołaj Roerich, rosyjski pisarz i poeta, malarz, myśliciel, podróżnik, badacz dawnych kultur (ur. 1874)
- 15 grudnia – Arthur Machen, walijski pisarz i eseista (ur. 1863)
- 19 grudnia – Duncan Campbell Scott, kanadyjski poeta (ur. 1862)

## Nagrody
- Nagroda Nobla – André Gide
- Nagroda Goncourtów – Jean-Louis Curtis za Les Forêts de la nuit
- Prix Renaudot – Jean Cayrol za Je vivrai l’amour des autres
- Prix des Deux Magots – Paule Malardot za L’Amour aux deux visages
- Nagroda Pulitzera (proza) – Robert Penn Warren za All the King’s Men
- Nagroda Pulitzera (poezja) – Robert Lowell za Lord Weary’s Castle